# Alcis bistortae
Alcis bistortae là một loài bướm đêm trong họ Geometridae.